# Haematopis saniaria
Haematopis saniaria là một loài bướm đêm trong họ Geometridae.